# 宝塚市立宝塚第一中学校
宝塚市立宝塚第一中学校（たからづかしりつ たからづかだいいちちゅうがっこう）は、兵庫県宝塚市仁川駅近くの仁川うぐいす台にある公立中学校。

## 沿革
- 1947年（昭和22年）4月 - 良元村立宝塚第一中学校が創立。
- 1949年（昭和24年）11月 - 校地を現在の宝塚市立西山小学校の地、小林西山1番地16号（現在の野上6丁目2番1号）に定める。
- 1952年（昭和27年）7月 - 校歌制定。4番までの春夏秋冬を歌う。3番（秋）で短調になり、逆瀬川、紅葉谷、宝梅園など当時の校地から窺えるものが歌詞にある点に特徴がある。
- 1954年（昭和29年）4月 - 宝塚市発足に伴い、宝塚市立宝塚第一中学校となる。
- 1961年（昭和36年）4月 - 宝塚市立宝梅中学校が分離開校する。
- 1968年（昭和43年）4月 - 宝塚市立宝塚第一中学校が、鹿塩高丸1番地644号（現在の仁川うぐいす台1番1号）に移転する。また宝塚市立西山小学校が当時の宝塚市立宝塚第一中学校の跡地に開校する。
- 1976年（昭和51年）4月 - 宝塚市立高司中学校が分離開校する。

## 部活動

### 運動部
- 野球部
- ソフトボール部
- 陸上競技部
- 女子バレーボール部
- バスケットボール部
- 男子卓球部
- ソフトテニス部

### 文化部
- 美術部
- 茶道部
- 吹奏楽部
- 手作り部

## 著名な出身者
- 山本拓実（プロ野球選手）
- 德永祥尭（ラグビー選手）
- 水上桂（プロ野球選手）
- 石原貴規（プロ野球選手）
- 若槻昌高（空手家）

## 通学区域が隣接している学校
- 宝塚市立光ガ丘中学校
- 宝塚市立宝梅中学校
- 宝塚市立高司中学校
- 西宮市立甲武中学校
- 西宮市立甲陵中学校